# Augustin Reslhuber

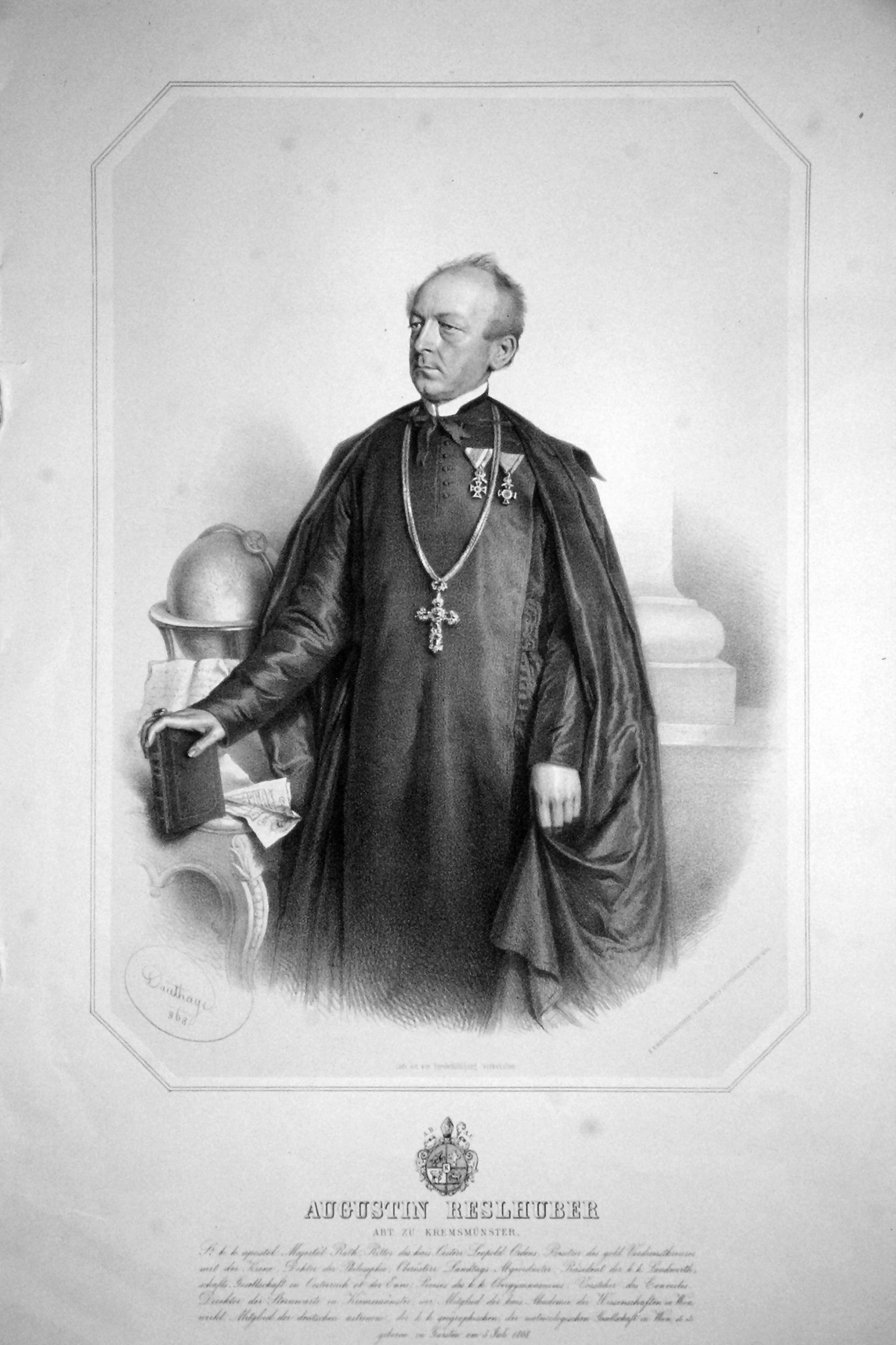
Augustin Reslhuber, Lithographie von Adolf Dauthage, 1855

Augustin Reslhuber OSB (* 5. Juli 1808 in Saaß, Garsten als Wolfgang Reslhuber; † 29. September 1875 in Kremsmünster) war ein österreichischer Benediktiner-Abt, Wissenschafter, Politiker und Volksbildner.
Wolfgang Reslhuber besuchte das Stiftsgymnasium Kremsmünster und trat 1828 auch in das Stift Kremsmünster ein. Er studierte Theologie in Linz, dann Theologie und Astronomie an der Universität Wien. Im Jahr 1833 wurde er zum Priester geweiht und war dann als Hilfspriester in Ried, Adjunkt an der Sternwarte Kremsmünster, ab 1841 als Professor für Naturgeschichte am Stiftsgymnasium und ab 1857 als Direktor der Sternwarte tätig. Ab 1853 war er Korrespondierendes Mitglied der Akademie der Wissenschaften. Ab 1860 war er Abt des Benediktinerstifts Kremsmünster.
Von 1861 bis 1870 war er Landtagsabgeordneter des Großgrundbesitzes in Oberösterreich, ab 1872 Mitglied des Herrenhauses.

## Ehrungen
- Ritter des österreichisch-kaiserlichen Leopold-Ordens
- Goldenes Verdienstkreuz mit der Krone
- Ehrendoktor der Universität Wien